# Eric K. Shinseki

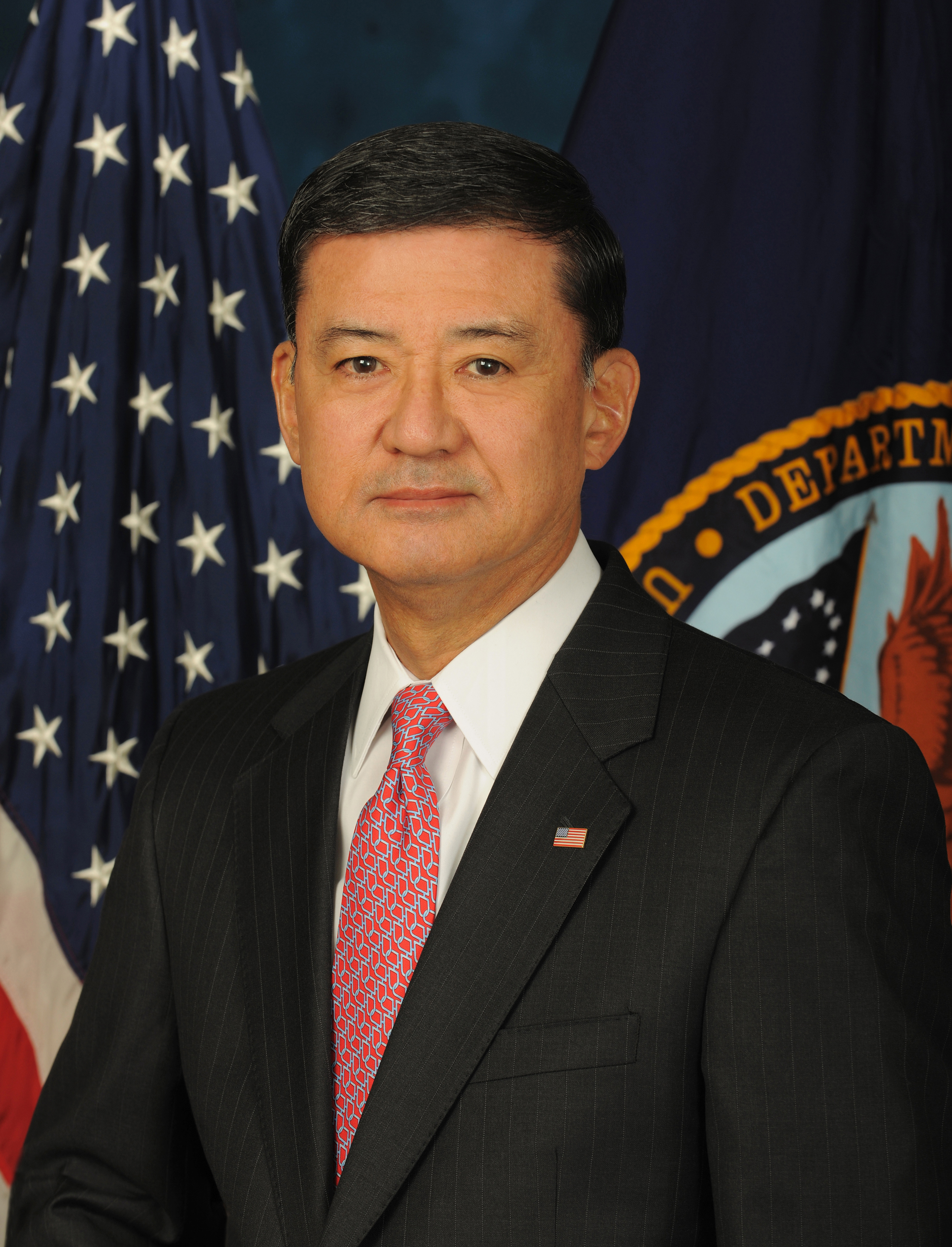
Eric K. Shinseki

Eric Ken Shinseki (新関 健, * 28. November 1942 in Līhuʻe, Kauaʻi, Hawaii-Territorium) ist ein ehemaliger General der US Army. Er diente von 1999 bis 2003 als 34. Chief of Staff of the Army und war von 2009 bis Ende Mai 2014 Kriegsveteranenminister im Kabinett des US-Präsidenten Barack Obama. Shinseki war der erste US-Bürger asiatischer Abstammung, der zum Vier-Sterne-General, zum Stabschef der Streitkräfte und zum Kriegsveteranenminister ernannt wurde.

## Militärische Laufbahn
Shinseki wurde als Sohn einer japanisch-amerikanischen Familie geboren. Er absolvierte die US Military Academy in West Point 1965 mit einem Bachelor of Science und erhielt zudem sein Offizierspatent als Second Lieutenant. Nach seinem Abschluss in West Point wurde er zum Artillerieoffizier ausgebildet.
Shinseki diente von 1965 bis 1966 zwei Runden (tour of duty) mit der 9. und 25. US-Infanteriedivision im Vietnamkrieg. Dabei versah er Dienst als vorgeschobener Artilleriebeobachtungsoffizier der B-Batterie, 2. Bataillon, 9. US-Artillerieregiment.
Von 1967 bis 1968 diente er als assistierender Sekretär und danach als Sekretär des Generalstabs im Hauptquartier der US Army Hawaii in den Schofield Barracks, Hawaii. Dann wechselte er die Waffengattung und wurde bis 1969 in Fort Knox, Texas, zum Panzeroffizier ausgebildet. 1970 diente er abermals in Vietnam als Kommandeur einer Einheit des 5. US-Kavallerieregiments. Während dieses Einsatzes wurde er durch eine Landmine verwundet. Danach diente er von 1971 bis 1974 als Personalstabsoffizier im Hauptquartier der US Army Pacific in Fort Shafter. Bis 1976 erwarb er dann an der Duke University einen Master in Englisch und lehrte danach bis 1978 selbiges Fach an der US Military Academy. 1979 absolvierte Shinseki das Command and General Staff College in Fort Leavenworth und diente danach bis 1981 als Regimentsadjutant und Erster Offizier der 1. Staffel des 3. gepanzerten US-Kavallerieregiments in Fort Bliss.

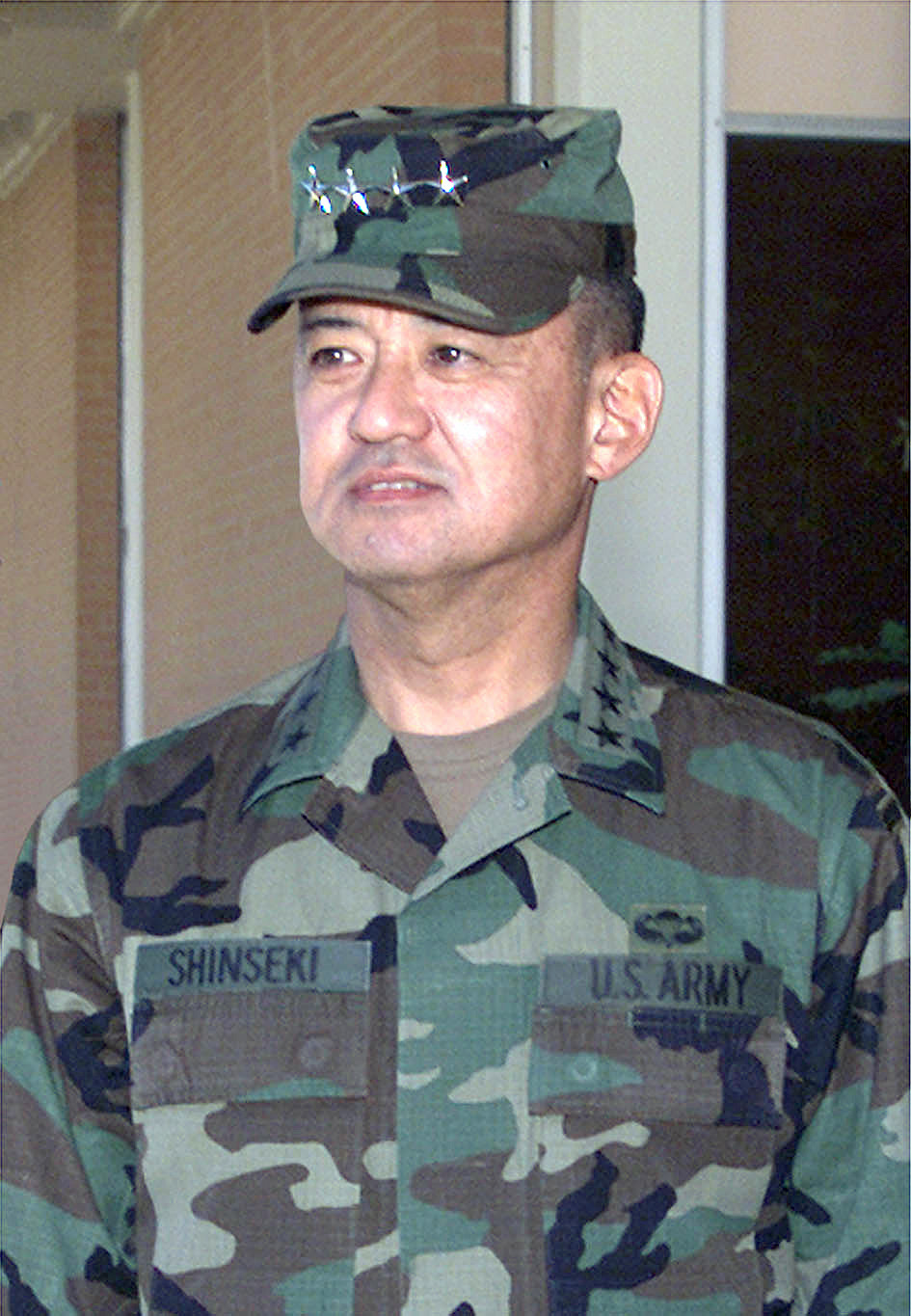
Shinseki als Chief of Staff of the Army, 2000.

Von 1981 bis 1982 diente er als stellvertretender Stabschef der US Army für Operationen und Planung. Danach übernahm er bis 1984 das Kommando über die 3. Staffel, 7. US-Kavallerieregiment der 3. US-Infanteriedivision in Schweinfurt und danach bis 1985 den Posten des stellvertretenden Stabschefs für Operationen (G3) der 3. US-Infanteriedivision in Würzburg. Im folgenden Jahr, 1986, absolvierte er das National War College und diente dann bis 1987 als Kommandeur der Ausbildungsabteilung im Büro des stellvertretenden Stabschef der US Army für Operationen und Planung. Von 1987 bis 1989 ging Shinseki abermals nach Europa und übernahm dort das Kommando über die 2. Brigade der 3. US-Infanteriedivision in Kitzingen. Dann übernahm er bis 1990 den Posten des stellvertretenden Stabschefs (G3) für Operationen, Planung und Ausbildung des VII. US-Korps in Stuttgart und diente bis 1992 als stellvertretender Stabschef für Unterstützung der Allied Land Forces Southern Europe, Allied Command Europe, in Verona, Italien. Im folgenden Jahr, 1992 bis 1993, diente Shinseki dann als stellvertretender Divisionskommandeur der 3. US-Infanteriedivision in Schweinfurt. Bis zum Jahr 1994 war Shinseki dann wieder im Verteidigungsministerium eingesetzt und übernahm den Posten des Direktors für Ausbildung im Büro des stellvertretenden Stabschefs der US Army für Operationen und Planung. Vom März 1994 bis zum Juli 1995 kommandierte Shinseki die 1. US-Kavalleriedivision in Fort Hood, Texas. Ein Jahr darauf, im Juli 1996, wurde er zum Lieutenant General befördert und zum stellvertretenden Stabschef der US Army für Planungen und Operationen berufen.
Im Juni 1997 wurde Shinseki zum General befördert und übernahm vom Juli 1997 bis zum Oktober 1998 als Kommandierender General zugleich die US Army Europe, die Allied Land Forces Central Europe der NATO und die Stabilization Force (SFOR) in Bosnien und Herzegowina. Am 24. November 1998 übernahm Shinseki den Posten des 28. Vice Chief of Staff of the Army. Ein halbes Jahr später, am 22. Juni 1999, folgte er Dennis Reimer als 34. Chief of Staff of the Army (CSA) nach und diente in dieser Position, bis er den Posten am 11. Juni 2003 abgab und im August 2003 pensioniert wurde.
Als CSA begann er die Transformation der US Army, um den Herausforderungen des 21. Jahrhunderts Rechnung zu tragen, die sein Nachfolger Peter J. Schoomaker weiterführte. Bis zum Ende seiner Dienstzeit führte er die US Army durch die Operation Enduring Freedom und den Irak-Krieg.
Shinseki ist verheiratet und hat eine Tochter und einen Sohn.

## Irak-Krieg
Im Vorfeld des Irak-Krieges gab es zwischen Shinseki und Donald Rumsfeld öffentliche Uneinigkeit über Fragen der notwendigen Truppenstärke. Shinseki hatte mehr Truppen gefordert, als der US-Verteidigungsminister für den Feldzug bereitstellen wollte. Am 25. Februar 2003, vier Monate vor seinem Ausscheiden aus der US Army, trug er diese Bedenken in einer öffentlichen Anhörung beim Senate Armed Services Committee vor. Er sagte, dass „irgendwas in der Größenordnung von mehreren Hunderttausend Soldaten“ für die Stabilisierung des Nachkriegs-Irak notwendig sei. Rumsfeld und sein Stellvertreter Paul Wolfowitz widersprachen dieser Aussage öffentlich und nannten Shinsekis Einschätzung „weit daneben“ (far off the mark). Wolfowitz sagte gar, dass es „schwer zu glauben sei“, dass mehr Truppen für den Nachkriegs-Irak benötigt werden sollten, als beim Sturz von Saddam Hussein.
Shinseki wurde später von vielen ehemaligen Army-Offizieren als Paradebeispiel für die Nichtbeachtung der professionellen militärischen Ratschläge der Offiziere und die Behandlung eben jener durch Rumsfeld angeführt. Nachdem der Krieg beendet war und die Besatzung des Iraks andauerte, sagte General John Abizaid, Kommandeur des US Central Command, am 15. November 2006 vor dem Senate Armed Services Committee, dass Shinsekis Einschätzung der notwendigen Truppenstärke korrekt war. Zu Shinsekis Pensionierungszeremonie erschienen keine zivilen Mitarbeiter aus dem Büro von Rumsfeld. Darauf verwies z. B. der ehemalige Major General John Batiste, als er den Rücktritt Rumsfelds forderte. Shinseki selbst ist mit seiner Märtyrer-Rolle jedoch nicht zufrieden und lehnte es seit seiner Pensionierung ab, zum Irak-Krieg oder der Truppenstärke offiziell Stellung zu nehmen.

## Ernennung zum Kriegsveteranenminister
Im Dezember 2008, rund einen Monat nach seinem Sieg bei der Präsidentschaftswahl 2008, gab Barack Obama bekannt, dass er Shinseki als Kriegsveteranenminister in sein Kabinett berufen werde. Am 20. Januar 2009, dem Tag von Obamas Amtsübernahme, wurde Shinsekis Ernennung vom Senat per Akklamation bestätigt.
Bei der zweiten Amtseinführung von Barack Obama im Jahr 2013 war Shinseki Designated Survivor. Er wäre im Falle eines Anschlages auf das Kapitol der höchstrangige Überlebende gewesen und hätte die Nachfolge von Barack Obama als Präsident angetreten.
Nach jahrelangen Missständen bei der Gesundheitsversorgung von Veteranen in den USA und einem Skandal um den Tod zahlreicher Kriegsveteranen trat Shinseki am 30. Mai 2014 zurück. Shinsekis letzter öffentlicher Auftritt war auf einer Konferenz der „National Coalition for Homeless Veterans“ vor obdachlosen Veteranen. Er räumte erhebliche Missstände ein und bat um Entschuldigung. Am 28. Mai war ein interner Bericht veröffentlicht worden, der massive Probleme im Gesundheitssystem für die Kriegsheimkehrer beschrieb und attestierte, dass die Gesundheitsprogramme des Ministeriums überfordert seien mit der großen Zahl an Veteranen, die aus Afghanistan und dem Irak zurückkehren. So wurden in einem Veteranen-Hospital Wartelisten für die Aufnahme ehemaliger Soldaten nur zum Schein geführt. Allein in einem Militärkrankenhaus in Phoenix im US-Staat Arizona waren bis zu 40 Veteranen gestorben, weil sie nicht rechtzeitig medizinisch behandelt worden seien. Auch Präsident Obama räumte ein, dass Missstände im Zusammenhang mit Veteranen keine neue Entwicklung seien, sondern teilweise „seit Jahrzehnten ein Problem“ seien.

## Auszeichnungen
Auswahl der Dekorationen, sortiert in Anlehnung der Order of Precedence of the Military Awards:
- Defense Distinguished Service Medal (2 ×)
- Army Distinguished Service Medal
- Coast Guard Distinguished Service Medal
- Legion of Merit (2 ×)
- Bronze Star (3 ×)
- Purple Heart (2 ×)
- Meritorious Service Medal (3 ×)
- Army Commendation Medal (2 ×)
- Army Achievement Medal
- National Defense Service Medal (2 ×)
- Vietnam Service Medal (5 ×)
- Armed Forces Service Medal
- NATO-Medaille für den Einsatz in Jugoslawien

## Belege
1. 1 2  I would say that what's been mobilized to this point — something on the order of several hundred thousand soldiers — are probably, you know, a figure that would be required. (New York Times vom 28. Februar 2003; englisch)
2. ↑  Scorned general's tactics proved right: Profile of the army chief sidelined by Rumsfeld (The Guardian vom 29. März 2003; englisch)
3. ↑  Anatomy of a Revolt (Newsweek vom 24. April 2006; englisch)
4. ↑  "General (Eric) Shinseki was right that a greater international force contribution, U.S. force contribution and Iraqi force contribution should have been available immediately after major combat operations." (Washington Post vom 16. November 2006; englisch)
5. ↑   Senate Armed Services Committee Holds Hearing on Current Situation in Iraq and Afghanistan (Memento vom 22. Oktober 2007 im Internet Archive) (Congressional Hearings vom 15. November 2006; englisch)
6. ↑  Armed Services Hearing Transcript (15. November 2006; englisch)
7. ↑  Generals Speak Out on Iraq (NewsHour with Jim Lehrer, PBS vom 13. April 2006; englisch)
8. ↑  Obama taps Shinseki as VA secretary, www.msnbc.msn.com, abgerufen am 7. Dezember 2008.
9. ↑  Seven Obama nominees approved, Politico vom 20. Januar 2009, abgerufen am 21. Januar 2009.
10. ↑  US-Minister Shinseki tritt nach Skandal zurück, abgerufen am 31. Mai 2014.
11. ↑  Rücktritt nach Skandal um Tod von Kriegsveteranen, abgerufen am 31. Mai 2014.

| Personendaten    | Personendaten                           |
| ---------------- | --------------------------------------- |
| NAME             | Shinseki, Eric                          |
| ALTERNATIVNAMEN  | Shinseki, Eric K.                       |
| KURZBESCHREIBUNG | US-amerikanischer General und Politiker |
| GEBURTSDATUM     | 28. November 1942                       |
| GEBURTSORT       | Lihue, Hawaii                           |